# Spółgłoska uderzeniowa wargowo-zębowa
Spółgłoska uderzeniowa wargowo-zębowa – rodzaj dźwięku mowy, spotykany w niektórych językach. W Międzynarodowym alfabecie fonetycznym jest oznaczana symbolem [ⱱ].

## Artykulacja
- modulowany jest prąd powietrza wydychanego z płuc, czyli artykulacja tej spółgłoski wymaga inicjacji płucnej i egresji,
- prąd powietrza w jamie ustnej przepływa ponad całym językiem lub przynajmniej powietrze uchodzi wzdłuż środkowej linii języka,
- dolna warga kontaktuje się z górnymi siekaczami – jest to spółgłoska wargowo-zębowa,
- kontakt artykulatorów jest bardzo krótki – jest to spółgłoska uderzeniowa,
- wiązadła głosowe drgają – jest to spółgłoska dźwięczna.

## Przykłady
| Język | Język | Słowo w MAF | Znaczenie      |       |
| ----- | ----- | ----------- | -------------- | ----- |
| bana  | bana  | [ɡeⱱin]     | haczyk na ryby | [ 1 ] |